# Artur Śliwiński
Artur Śliwiński (17 agosto 1877 – 1953) è stato un politico polacco.
Ha ricoperto la carica di Primo ministro della Polonia dal 26 giugno al 16 luglio 1922. Nel 1915 aveva presieduto il Comitato Centrale Nazionale, che aveva combattuto per l'indipendenza della Polonia dalla Russia.